# Ryom-Verzeichnis

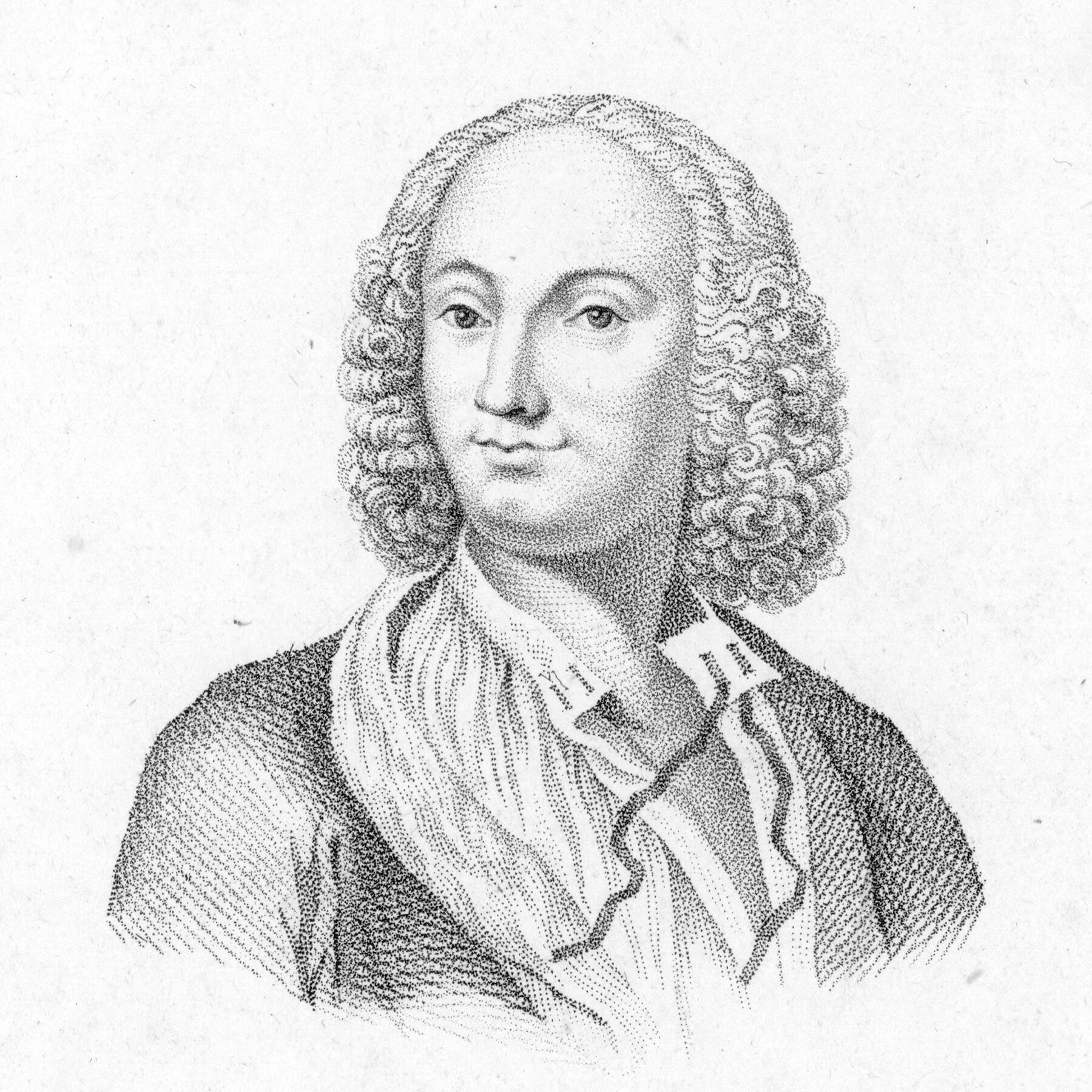
Antonio Vivaldi, op gravure uit 1770 door James Caldwall

Het Ryom-Verzeichnis ("Ryom-indeling"), afgekort RV, is de systematische indeling van alle composities van Antonio Vivaldi opgesteld door de Deense musicoloog Peter Ryom. Hij publiceerde de lijst in 1973. Een jaar later volgde een uitgebreide wetenschappelijke publicatie onder de titel Verzeichnis der Werke Antonio Vivaldis (RV). Kleine Ausgabe. In de decennia daarna bleef Ryom de catalogus bijwerken met nieuw ontdekte composities. Door de compleetheid en accuraatheid is de RV door de muzikale vakwereld aanvaard als de standaard catalogus voor de werken van Vivaldi.

## Ontstaan en opzet
Voor 1974 waren er door verschillende muziekwetenschappers indelingen gemaakt voor het werk van Vivaldi. Ryom was niet tevreden met deze bestaande catalogi. Zo bevatte de indeling volgens Marc Pincherle (1948) alleen instrumentale werken. De indeling volgens de Italiaanse muziekuitgever Ricordi was ook onvolledig omdat die alleen eigen uitgegeven werk bevatte. Mario Rinaldi (1945) beschreef het wel gehele oeuvre maar de catalogus bevatte tal van fouten en had een grillige nummering.
Ryom maakte een systematische-thematische indeling van de werken met wetenschappelijk commentaar.
De eerste publicatie in omvatte in totaal 750 werken.
Ryom bleef na 1974 met tussenpozen doorwerken aan de catalogus. Hij ging verder met het bestuderen van manuscripten, het catalogiseren van nieuw ontdekte en nieuw toegewezen werken, het beschrijven van inzichten ten aanzien van de orkestratie en analyses betreffende authenticiteit. Dit leidde uiteindelijk tot een grote herziening in 2007 met de publicatie van Antonio Vivaldi. Thematisch-Systematisches Verzeichnis seiner Werke (RV). Hierin zijn in totaal 809 werken opgenomen.

## Naamgeving
Ryom heeft eerst overwogen om zijn indeling Vivaldi-Werke-Verzeichnis te noemen, afgekort VWV, analoog aan de Bach-Werke-Verzeichnis (BWV) en Schütz-Werke-Verzeichnis (SWV). Na consultatie van een wetenschappelijke collega besloot hij toch tot het verbinden van zijn eigen naam aan de catalogus en koos dus voor Ryom-Verzeichnis.
Dat de letters 'RV' zouden staan voor Répertoire Vivaldien is onjuist. Het misverstand is ontstaan toen zijn manuscript in 1971 klaar was, maar de uitgave vertraagde. Daarom besloot hij alvast tot publicatie van uitsluitend de lijst, in het Frans, onder de titel Répertoire de oeuvres d'Antonio Vivaldi (RV).

## Uitgangspunten
De indeling is niet chronologisch omdat de werken van Vivaldi moeilijk te dateren zijn. In plaats daarvan koos Ryom voor een thematische indeling op basis van vorm, de bezetting en de toonsoort. Bij de eerste 585 ingedeelde instrumentale werken berust de indeling op drie niveaus, die aanduid worden met een combinatie van letters en cijfers.
Hij begon met een hoofdindeling naar bezetting, gemarkeerd door een hoofdletter:
- A – Sonates voor solo-instrument
- B – Sonates voor twee instrumenten
- C – Sonates voor meer dan twee instrumenten
- D – Orkestwerk (zonder solisten)
- E – Orkestwerk, één solist
- F – Orkestwerk, twee solisten
- G – Orkestwerk, meer dan twee solisten
- H – Orkestwerk, voor twee orkesten (één of meer solisten

Vervolgens maakte hij een nevenindeling naar solo-instrument, aangegeven met een kleine letter:
- a – Viool
- b – Altviool
- c – Cello
- d – Mandoline
- e – Dwarsfluit
- f – Blokfluit
- g – Sopraninoblokfluit
- h – Hobo
- i – Fagot
- j – Trompet
- k – Hoorn
- l – Doedelzak e.a.
- m – Klavecimbel
- n – ongebruikt
- o – diverse instrumenten
- p–s – Vocale solisten

Ten slotte dient als derde categorie de toonsoort. Deze wordt genummerd te beginnen met C-groot (1), gevolgd door C-klein (2) via Cis-groot (3) tot aan b-klein (24).
De sonate voor (één) viool in C-groot krijgt hiermee de notatie Aa1 en kreeg het indelingsnummer 1 (vioolsonate in C-groot RV 1; op. 2 Nr. 6; Fanna XIII/34). Het concerto in due cori voor twee strijkorkesten, 4 dwarsfluiten en 4 violen in A-groot krijgt de notatie Ho19 en sluit de lijst met instrumentale werken af met nummer RV 585.
Bij de vocale werken (RV 586 tot RV 740) is een indeling in verschillende geestelijke en wereldlijke werken gebruikt:
- I - Missen
- J - Psalmen
- K - Hymnen uit de psalmen (Magnificat)
- L - Diversen (hymnen, sequentia etc.)
- M - Solo motetten
- N - Introducties
- O - Oratoria
- P - Diverse kerkelijke werken
- Q - Cantates voor vocalist en continuo
- R - Cantates voor vocalist, begeleidende instrumenten en continuo
- S - Diverse wereldlijke werken (onbekend)
- T - Serenata's
- U - Opera's
- W - Ongecategoriseerd
- V - Werken gevonden of toewezen sinds 1974

Oorspronkelijk liep de Ryom-Verzeichnis tot RV 740 (plus een tiental ongecategoriseerde werken). Door nieuw gevonden werken en nieuwe toeschrijvingen nam het aantal werken toe. Deze kregen de nummers vanaf RV 741 en volgen de bovenstaande systematiek niet meer.

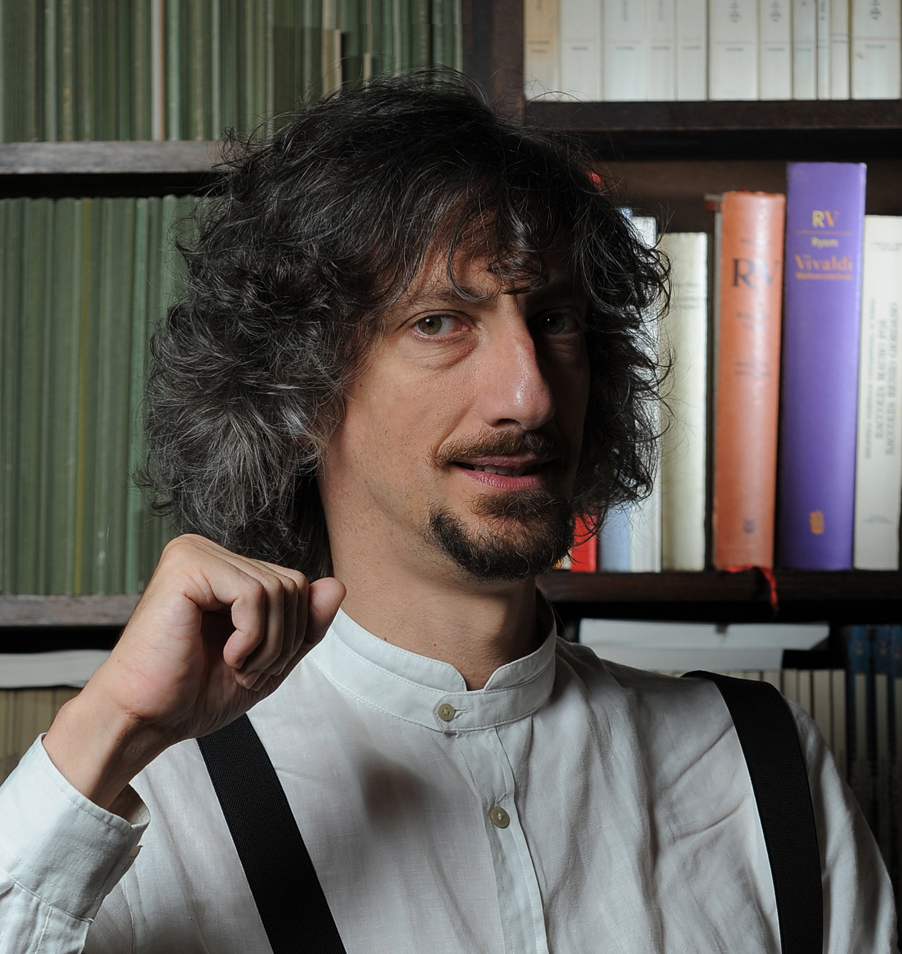
Federico Sardelli

De indeling van de werken van Antonio Vivaldi is tot op de dag van vandaag nog niet voltooid, omdat het auteurschap vaak onzeker is en moeilijk te bewijzen. De catalogus moet daarom steeds weer herzien en aangevuld worden. Ryom heeft na publicatie van de herziene editie in 2007 deze verantwoordelijkheid overgedragen aan de Italiaanse muziekwetenschapper Federico Maria Sardelli. Een door Sardelli herziene en aangevulde tweede editie verscheen in 2018.

## Overzicht
De volgende lijst geeft de thematische indeling weer volgens de Ryom-Verzeichnis:
- RV 1–37: Vioolsonates
- RV 38–47: Cellosonates
- RV 48–59: Andere sonates voor één instrument
- RV 60–79: Sonates voor twee violen
- RV 80–86: Andere sonates voor twee instrumenten
- RV 87–108: Concerten zonder orkest
- RV 109–169: Concerten en sinfonia's voor strijkorkest
- RV 170–391: Concerten voor viool en strijkorkest
- RV 392–397: Concerten voor Viola d’amore en strijkorkest
- RV 398–424: Concerten voor cello en strijkorkest
- RV 425: Concert voor mandoline en strijkorkest
- RV 426–440: Concerten voor dwarsfluit en strijkorkest
- RV 441–442: Concerten voor blokfluit en strijkorkest
- RV 443–445: Concerten voor sopranino en strijkorkest
- RV 446–465: Concerten voor hobo en strijkorkest
- RV 466–504: Concerten voor fagot en strijkorkest
- RV 505–530: Concerten voor twee violen en strijkorkest
- RV 531–539: Concerten voor twee andere gelijke instrumenten en strijkorkest
- RV 540–548: Concerten voor twee verschillende instrumenten en strijkorkest
- RV 549–553: Concerten voor meer dan twee violen en strijkorkest
- RV 554–580: Concerten voor meer dan twee verschillende instrumenten en strijkorkest
- RV 581–583: Concerten voor viool en twee strijkorkesten
- RV 584–585: Concerten voor meerdere instrumenten en twee strijkorkesten
- RV 586–622: Geestelijke vocale werken met liturgische teksten
- RV 593–608: Psalmen
- RV 609–622: Magnificat, Hymnen, Sequentia
- RV 623–648: Geestelijke vocale werken met niet-liturgische teksten
- RV 623–634: Motetten
- RV 635–642: Introduzioni
- RV 623–648: Oratoria
- RV 649–687: Wereldlijke cantates
- RV 688–694: Serenata's en overige grotere wereldlijke vocale werken
- RV 695–740: Opera's
- RV 741–750: Ongecategoriseerd
- RV 751–809: Aanvullingen sinds 1974

Appendix
- RV Anh. 1–137: Opsomming van werken die door Vivaldi bewerkt heeft of die met de kennis van vandaag niet van zijn hand zijn.

## Weblinks
- (fr)  Volledige Ryom-Verzeichnis
- (en)  Repertoire des œuvres d'Antonio Vivaldi, vol. 1: Les Compositions instrumentales by Peter Ryom, review by Eleanor Selfridge-Field in Notes, 2nd Ser., Vol. 45, No. 1 (Sep., 1988), pp. 69–72
- (da)  Homepage van Peter Ryom
- (en)  List of Vivaldi's non-choral works